# 沖正弘
沖　正弘（おき　まさひろ　1921年－1985年）は、ヨガ指導者、思想家。戦後日本におけるヨガの草分け的指導者で、その普及に努め、ヨガブームを牽引した。

## 来歴
1921年、広島生まれ。大阪外国語大学卒業。第二次世界大戦中、参謀本部の特別諜報員としての必要上、東西医療法と各種教宗派の修行法の特別訓練を受け、モンゴル、中国、インド、アラビア各地に赴いた。戦後も探究心から中国や東南アジアに渡って医学と宗教を学ぶ。1951年、ユネスコ平和建設国際奉仕団日本代表としてインド、次いでパキスタンに赴き、医療面、福祉事業面で活動。この時、釈迦、ガンディーを悟りに導いた教えがヨガであることを知り、ヨガ哲学へ熱烈な探究心を向けた。また腸癌の診断を受けるに及び、心身改造の目的でその行法にも専心するに至る。
その後の生涯を修行に費やし宗教面ではラマ教・道教・イスラム教・ユダヤ教寺院での修行を体験、また医療面では、現代医学、漢方医学、インド・アラビアの古代医療法も学修し、自由な思想で結合させたヨガを確立した。
1958年、日本ヨガ協会、及びヨガ行法哲学研修会を設立。当時ヨガは一般的にはまだ認知は0、の時代であったが、多数の著作の刊行や全国各地で講演しヨガの普及に努め、第一人者として知られた。1960年以降は招かれてヨーロッパ各地に東洋哲学と医学の講演を行い、1962年にはアメリカで禅と仏教について長期講演を行い、後のこれらの地域やアフリカ各地に研修所を設置した。
誤解を生み出している他のヨガとの区別を念願した沖は、自分の研修したヨガを求道ヨガ（別名：沖ヨガ）と命名し、1967年、その修道場を静岡県三島市に設置した。また各地に修道場・連絡所を設けヨガの普及にあたった。
沖ヨガの特質は、ヨガを現代的かつ総合的に解釈し、ヨガ・禅・陰陽哲学・東西医療法と修行法を総合した立場から、生活のすべてを修養法・修行法・治病法とするユニークなシステムである。その中心となっているものが修正行法と瞑想行法で、その理論と実証によって、インドとスイスにより医学と哲学の学位をうけた。修道場には、常時、世界各国からの人々が入門、研修し多くの弟子を持った。1985年7月イタリアで没した。
近年のヨーガブームで沖の多くの著作が復刻されている。

## 著書
- 人間を改造するヨガ・行法と哲学（霞ケ関書房）1960年
- ヨガの楽園 秘境インド探検記 光文社カッパ・ブックス 1962  改題「ヨガ入門」
- ヨガによる健康の秘訣（白揚社）1964年
- ヨガによる病気の治し方（白揚社）1965年
- スタミナをつくろう ストレスを吹きとばすビジネスマン強健法 日本文華社・新書 1969
- ヨガ叢書　全5巻（霞ヶ関書房）1970年
- ヨガのすすめ 健康と美の追求 日貿出版社 1971
- 冥想ヨガ入門 解脱・悟り・三昧 日貿出版社 1975
- 眼がよくなる本　ヨガの秘法であなたの近視も必ず治る（潮文社）1975
- ヨガ総合健康法（竹井出版）1976年
- あなたの心身は変えられる 沖ヨガによる自己改造法 ナツメ社 1977.11
- 3分間で眼がよくなる体操（潮文社リヴ）1977年
- なぜヨガで病気が治るのか（地産出版）1977年
- ヨガによる生きる喜びの発見（白揚社）1978年
- 人間としてどう生きるか 運命のつくり主は自分である ナツメ社 1978.4
- 呼吸体操によるヨガ修正行法 あなたも自分で異常が正せる（日貿出版社）1978年
- 実践冥想ヨガ 生活篇 日貿出版社 1978.5
- 冥想ヨガ入門（日貿出版社）1979年
- 生活ヨガ入門 心身が生まれ変わる本 徳間ブックス 1979.12
- ヨガの喜び 心も体も、健康になる、美しくなる 光文社カッパ・ホームス 1979.12  のち文庫
- やせるヨガ美療 無理なく美しく健康に 潮文社 1979.7
- 生きている教育 沖ヨガ式子供教育 竹井出版 1979.10
- ビジネスマン幹部のための菩薩道入門 竹井出版 1980.6
- 夫婦のヨガ安産　赤ちゃんへの愛と信頼をこめて（潮文社リヴ）1980年
- 生命力強化法　修行療法の原点（日貿出版社）1981年
- 生きている宗教の発見 だれでも悟り救われる沖ヨガ修行法 竹井出版 1985.8